# Дискография группы «Элизиум»
Полная дискография российской рок-группы «Элизиум».
На данный момент дискография группы включает в себя восемь студийных альбомов: «Домой!» (1998), «Все острова!» (2002), «Космос» (2003), «На окраинах Вселенной» (2005), «13» (2008), «Зло умрёт» (2011), «Снегири и драконы» (2014), «Яды» (2017). Музыканты «Элизиума» также причисляют к основным альбомам Greatest Hits (2010), представляющий собой компиляцию из полностью перезаписанных в новых аранжировках песен с предыдущих альбомов, и трибьют-альбом Cover Day (2013).

## Студийные альбомы
| Год  | Альбом                                                                                                 | Комментарий                 |
| ---- | --- | --------------------------- |
| 1998 | Домой! - Дата выпуска: осень 1998 - Лейблы: «Хобгоблин Records», «АиБ Records» - Формат: кассета, CD   | Переиздан 29 сентября 2003. |
| 2002 | Все острова! - Дата выпуска: 1 марта 2002 - Лейбл: FeeLee Records, «АиБ Records» - Формат: кассета, CD | Переиздан в 2004 году.      |
| 2003 | Космос - Дата выпуска: 1 апреля 2003 - Лейбл: «АиБ Records» - Формат: CD, кассета                      | —                           |
| 2005 | На окраинах Вселенной - Дата выпуска: 23 сентября 2005 - Лейбл: «АиБ Records» - Формат: CD, кассета    | —                           |
| 2008 | 13 - Дата выпуска: 1 декабря 2008 - Лейбл: 2+2=5 - Формат: CD                                          | —                           |
| 2011 | Зло умрёт - Дата выпуска: 1 сентября 2011 - Формат: цифровая дистрибуция                               | —                           |
| 2014 | Снегири и драконы - Дата выпуска: 18 сентября 2014 - Формат: CD, цифровая дистрибуция                  | —                           |
| 2017 | Яды - Дата выпуска: 20 октября 2017 - Формат: CD, цифровая дистрибуция                                 | —                           |

## Концертные альбомы
| Год  | Альбом | Комментарий                                              |
| ---- | --- | -------------------------------------------------------- |
| 2000 | Глупый стёб, попса… и никаких революций! - Дата выпуска: 10 марта 2000 - Лейбл: Sound Age Productions - Формат: кассета, CD | Переиздан в 2004 году.                                   |
| 2007 | Радуга Live - Дата выпуска: 1 мая 2007 - Лейбл: «АиБ Records» - Формат: CD                                                  | Переиздан 14 сентября 2008 года как видеоальбом (DVD+CD) |
| 2012 | Пятница,13 Live - Дата выпуска: 12 сентября 2012 - Формат: цифровая дистрибуция                                             | —                                                        |
| 2017 | Acoustic Live`2017 - Дата выпуска: 22 февраля 2017 - Формат: цифровая дистрибуция                                           | —                                                        |

## Сборники
| Год  | Альбом                                                                                   | Комментарий |
| ---- | ---------------------------------------------------------------------------------------- | --- |
| 2004 | Рок-планета! - Дата выпуска: 20 января 2004 - Лейбл: «АиБ Records» - Формат: CD, кассета | Компиляция избранных песен с альбомов «Домой!», «Все острова!», «Космос». Также включает новые песни и Ремейки старых композиций. Переиздан в июле 2004 года. |
| 2007 | Официальный MP3-сборник - Дата выпуска: 27 июня 2007 - Лейбл: «АиБ Records» - Формат: CD | Полная компиляция студийных работ «Элизиума» 1998—2006 годов в формате MP3 с дополнениями.                                                                    |
| 2010 | Greatest Hits - Дата выпуска: 2 сентября 2010 - Формат: цифровая дистрибуция             | Компиляция новых и акустических версий песен из релизов 1998—2008 годов.                                                                                      |

## Синглы
| Год  | Название песни                      | Время | Дата выхода      | Альбом                      |
| ---- | ----------------------------------- | ----- | ---------------- | --------------------------- |
| 2002 | «Три белых коня»                    | 2:26  | 24 января 2002   | Все острова!                |
| 2002 | «Острова»                           | 3:21  | 1 февраля 2002   | Все острова!                |
| 2003 | «Моё оружие»                        | 2:20  | 26 ноября 2003   | Рок-планета!                |
| 2006 | «Эх, дороги…»                       | 3:57  | 2006 год         | Мы победили!                |
| 2008 | «Diane»                             | 5:08  | 13 мая 2008      | —                           |
| 2009 | «Точки над „i“ feat Дмитрий Спирин» | 2:51  | 23 сентября 2009 | —                           |
| 2012 | «Кубана»                            | 4:30  | 17 мая 2012      | —                           |
| 2012 | «Зомби в космосе»                   | 3:11  | 11 апреля 2012   | —                           |
| 2013 | «The Passenger»                     | 4:14  | 6 февраля 2013   | —                           |
| 2013 | «Злое сердце»                       | 3:35  | 5 мая 2013       | —                           |
| 2013 | «Рука в руке»                       | 2:56  | 10 сентября 2013 | Cover Day                   |
| 2013 | «Дай им знать»                      | 3:24  | 13 сентября 2013 | Cover Day                   |
| 2013 | «О любви безмолвный крик»           | 3:27  | 15 сентября 2013 | Cover Day                   |
| 2013 | «Так я нарушил закон»               | 2:21  | 15 сентября 2013 | Cover Day                   |
| 2013 | «Когда мы были младше»              | 3:19  | 6 декабря 2013   | Снегири и драконы           |
| 2014 | «В платье белом»                    | 3:26  | 19 августа 2014  | Lyapis Crew Трубьют, Vol. 2 |
| 2014 | «Представь себе»                    | 3:21  | 26 декабря 2014  | —                           |
| 2017 | «Старая школа»                      | 3:05  | 3 октября 2017   | Яды                         |
| 2017 | «1905»                              | 2:41  | 11 октября 2017  | Яды                         |
| 2018 | «Сколько стоишь ты?»                | 3:12  | 30 ноября 2018   | 13                          |
| 2020 | «Слишком стар» (feat. «Гудтаймс»)   | 3:36  | 10 января 2020   | —                           |
| 2020 | «Жыве Беларусь»                     | 3:03  | 20 Августа 2020  | —                           |
| 2021 | «Привет, это Навальный»             | 3:02  | 19 февраля 2021  | —                           |

### Макси-синглы
| Год  | Макси-сингл                                                                            | Комментарий                 |
| ---- | -------------------------------------------------------------------------------------- | --------------------------- |
| 2007 | «Дети-мишени/Дети-убийцы» - Дата выпуска: 30 сентября 2007 - Лейбл: 2+2=5 - Формат: CD | —                           |
| 2011 | «Найкращі співанки» - Дата выпуска: 11 февраля 2011 - Формат: цифровая дистрибуция     | Украиноязычный макси-сингл. |
| 2012 | «Cover Day» - Дата выпуска: 1 сентября 2012 - Формат: цифровая дистрибуция             | —                           |
| 2016 | «Не верю» - Дата выпуска: 28 сентября 2016 - Формат: цифровая дистрибуция              | —                           |

## Видеоальбомы
| Год  | Альбом                                                                               | Комментарий |
| ---- | ------------------------------------------------------------------------------------ | --- |
| 2008 | Мир — а не война! - Дата выпуска: 12 апреля 2008 - Лейбл: 2+2=5 - Формат: DVD+CD     | Съёмка концерта 9 декабря 2007 года в клубе «Б1 Maximum».                                                           |
| 2008 | Радуга Live - Дата выпуска: 15 сентября 2008 - Лейбл: «АиБ Records» - Формат: DVD+CD | Съёмка концерта 22—23 ноября 2006 года в клубе «Точка». Переиздание концертного CD-альбома «Радуга Live» 2007 года. |

## Видеоклипы
| Год  | Песня                                                   | Дата выхода      |
| ---- | ------------------------------------------------------- | ---------------- |
| 1997 | «Mon amour, ma vie»                                     | Весна 1997       |
| 2005 | «Стрелки на часах бегут по кругу»                       | 23 сентября 2005 |
| 2006 | «Слёзы-зеркала»                                         | 21 июня 2006     |
| 2007 | «Куда теряется мечта?» (версия 2007 года)               | 30 сентября 2007 |
| 2010 | «Круглый год»                                           | 22 ноября 2010   |
| 2011 | «Стрелки на часах бегут по кругу» (акустическая версия) | 4 февраля 2011   |
| 2012 | «На верхнем этаже»                                      | 13 февраля 2012  |
| 2012 | «Кубана»                                                | 17 мая 2012      |
| 2014 | «Всё и ничего...»                                       | 23 сентября 2014 |
| 2014 | «Снегири и драконы»                                     | 11 ноября 2014   |
| 2015 | «100 % хит»                                             | 2 октября 2015   |
| 2016 | «Не верю» (клип 1)                                      | 28 сентября 2016 |
| 2016 | «Не верю» (клип 2)                                      | 1 декабря 2016   |

## Трибьют-альбомы
| Год  | Альбом                                                                                          | Комментарий                                                                  |
| ---- | ----------------------------------------------------------------------------------------------- | ---------------------------------------------------------------------------- |
| 2004 | Электричка на Марс - Дата выпуска: 31 октября 2004 - Лейбл: «АиБ Records» - Формат: CD, кассета | Альбом-сплит с группой «Ульи», в котором одна группа исполняет песни другой. |
| 2012 | A Tribute to Элизиум - Дата выпуска: 14 сентября 2012 - Формат: CD, цифровая дистрибуция        | —                                                                            |
| 2013 | Cover Day - Дата выпуска: 13 декабря 2013 - Формат: цифровая дистрибуция                        | —                                                                            |

## Демоальбомы
| Год  | Альбом                                                       | Комментарий |
| ---- | ------------------------------------------------------------ | ----------- |
| 1996 | …My Self-control - Дата выпуска: лето 1996 - Формат: кассета | —           |

## Другие релизы
- «Элизиум Family: LADY-F/Лампасы» — сплит-альбом с дебютным творчеством музыкальных коллективов LADY-F и «Лампасы», произошедших от группы «Элизиум».
- Песня «Острова» («Все острова!») в ремиксе группы Arzamas-16[35]. Включён в сборник «Панк-романтика. Vol. 1»[36].
- Песня «Слёзы-зеркала» («На окраинах Вселенной») с вокалом Риммы Черникевич. Выложена в Интернете 15 июня 2006 года (вместе с инструментальной версией песни)[37].